# Eupithecia supersophia
Eupithecia supersophia là một loài bướm đêm trong họ Geometridae.